# Ronde van Vlaanderen
Ronde van Vlaanderen (pol. Dookoła Flandrii, fr. Tour des Flandres) – jednodniowy wyścig kolarski, rozgrywany corocznie w belgijskiej Flandrii.
Jeden z najsłynniejszych wyścigów klasycznych, jest zaliczany do pięciu tzw. monumentów kolarskich, do których należą ponadto wyścigi: Mediolan-San Remo, Paryż-Roubaix, Liège-Bastogne-Liège i Giro di Lombardia. Inauguracja miała miejsce w 1913 z inicjatywy dziennikarza Karela Van Wynendaele, a pierwszym zwycięzcą został Belg Paul Deman. Od 2005 decyzją UCI wyścig został włączony do cyklu ProTour (od 2011 UCI World Tour).

## Trasa
Jest to jeden z najcięższych wyścigów jednodniowych w całym kolarstwie. Trasa prowadzi po pagórkowatych terenach Flandrii, kolarze mają do pokonania kilkanaście krótkich, stromych podjazdów, z których duża część wyłożona jest brukiem. Poziom trudności zwiększa jeszcze fakt, że większość dróg jest wąska, a wyścig często odbywa się przy wietrznej wiosennej pogodzie. Znany kolarz, Andrea Tafi powiedział kiedyś, że tylko ci, którzy są w najwyższej formie mogą powiedzieć, że Ronde nie jest ciężka. Dla pozostałych jest to droga krzyżowa.

### Wykaz podjazdów 91. edycji wyścigu (rok 2007)
| lp. | km  | Nazwa            | Długość podjazdu | Nachylenie średnie | Nachylenie max. | Nawierzchnia |
| --- | --- | ---------------- | ---------------- | ------------------ | --------------- | ------------ |
| 1   | 134 | Molenberg        | 463 m            | 7%                 | 14,2%           | bruk         |
| 2   | 143 | Wolvenberg       | 645 m            | 7,9%               | 17,3%           | asfalt       |
| 3   | 165 | Kluisberg        | 925 m            | 6,8%               | 14,5%           | asfalt       |
| 4   | 173 | Knokteberg       | 1260 m           | 7,3%               | 13,3%           | asfalt       |
| 5   | 180 | Oude Kwaremont   | 2200 m           | 4%                 | 11,6%           | bruk         |
| 6   | 183 | Paterberg        | 360 m            | 12,9%              | 20,3%           | bruk         |
| 7   | 188 | Kortekeer        | 1000 m           | 6,4%               | 17,1%           | asfalt       |
| 8   | 192 | Steenbeekdries   | 700 m            | 5,3%               | 6,7%            | bruk         |
| 9   | 194 | Taaienberg       | 530 m            | 6,6%               | 15,8%           | bruk         |
| 10  | 199 | Eikenberg        | 1000 m           | 6,2%               | 10%             | bruk         |
| 11  | 203 | Boigneberg       | 1050 m           | 5,1%               | 12,4%           | asfalt       |
| 12  | 211 | Leberg           | 950 m            | 4,2%               | 13,8%           | asfalt       |
| 13  | 215 | Berendries       | 940 m            | 7%                 | 12,3%           | asfalt       |
| 14  | 220 | Valkenberg       | 540 m            | 8,1%               | 12,8%           | asfalt       |
| 15  | 226 | Tenbosse         | 455 m            | 6,4%               | 8,7%            | asfalt       |
| 16  | 232 | Eikenmolen       | 610 m            | 5,9%               | 12,5%           | asfalt       |
| 17  | 243 | Muur – Kapelmuur | 1075 m           | 9,3%               | 19,8%           | bruk         |
| 18  | 247 | Bosberg          | 980 m            | 5,8%               | 11%             | bruk         |

## Zwycięzcy
Najwięcej zwycięstw w wyścigu – trzy – odnieśli: Belgowie Achiel Buysse (1940–1941 i 1943), Eric Leman (1970, 1972-1973), Johan Museeuw (1993, 1995 i 1998) i Tom Boonen (2005, 2006, 2012), Włoch Fiorenzo Magni (1949-1951) oraz Szwajcar Fabian Cancellara (2010, 2013, 2014).
Opracowano na podstawie:
| Rok  | Pierwsze             | Drugie                 | Trzecie                    |
| ---- | -------------------- | ---------------------- | -------------------------- |
| 1913 | Paul Deman           | Joseph Van Daele       | Victor Doms                |
| 1914 | Marcel Buysse        | Henri Van Lerberghe    | Pierre Van de Velde        |
| 1919 | Henri Van Lerberghe  | Léon Buysse            | Jules Van Hevel            |
| 1920 | Jules Van Hevel      | Albert Dejonghe        | Alfons Van Hecke           |
| 1921 | René Vermandel       | Jules Van Hevel        | Louis Budts                |
| 1922 | Léon Devos           | Jean Brunier           | Francis Pélissier          |
| 1923 | Heiri Suter          | Charles Deruyter       | Albert Dejonghe            |
| 1924 | Gérard Debaets       | René Vermandel         | Félix Sellier              |
| 1925 | Julien Delbecque     | Joseph Pe              | Hector Martin              |
| 1926 | Denis Verschueren    | Gustaaf Van Slembrouck | Raymond Decorte            |
| 1927 | Gérard Debaets       | Gustaaf Van Slembrouck | Maurice De Waele           |
| 1928 | Jan Mertens          | August Mortelmans      | Louis De Lannoy            |
| 1929 | Joseph Dervaes       | Georges Ronsse         | Alfred Hamerlinck          |
| 1930 | Frans Bonduel        | Aimé Dossche           | Émile Joly                 |
| 1931 | Romain Gijssels      | Cesar Bogaert          | Jean Aerts                 |
| 1932 | Romain Gijssels      | Alfons Deloor          | Alfred Hamerlinck          |
| 1933 | Alphonse Schepers    | Léon Tommies           | Romain Gijssels            |
| 1934 | Gaston Rebry         | Alphonse Schepers      | Félicien Vervaecke         |
| 1935 | Louis Duerloo        | Éloi Meulenberg        | Corneille Leemans          |
| 1936 | Louis Hardiquest     | Edgard de Caluwé       | François Neuville          |
| 1937 | Michel d'Hooghe      | Hubert Deltour         | Louis Hardiquest           |
| 1938 | Edgard de Caluwé     | Sylvère Maes           | Marcel Kint                |
| 1939 | Karel Kaers          | Romain Maes            | Edward Vissers             |
| 1940 | Achiel Buysse        | Georges Christiaens    | Briek Schotte              |
| 1941 | Achiel Buysse        | Gustaaf Van Overloop   | Odiel Van Den Meersschaut  |
| 1942 | Briek Schotte        | Georges Claes          | Robert Van Eenaeme         |
| 1943 | Achiel Buysse        | Albert Sercu           | Camille Beeckman           |
| 1944 | Rik Van Steenbergen  | Briek Schotte          | Jef Moerenhout             |
| 1945 | Sylvain Grysolle     | Albert Sercu           | Jef Moerenhout             |
| 1946 | Rik Van Steenbergen  | Louis Thiétard         | Briek Schotte              |
| 1947 | Emiel Faignaert      | Roger Desmet           | Rik Renders                |
| 1948 | Briek Schotte        | Albert Ramon           | Marcel Rijckaert           |
| 1949 | Fiorenzo Magni       | Valère Ollivier        | Briek Schotte              |
| 1950 | Fiorenzo Magni       | Briek Schotte          | Louis Caput                |
| 1951 | Fiorenzo Magni       | Bernard Gauthier       | Attilio Redolfi            |
| 1952 | Roger Decock         | Loretto Petrucci       | Briek Schotte              |
| 1953 | Wim van Est          | Désiré Keteleer        | Bernard Gauthier           |
| 1954 | Raymond Impanis      | François Mahé          | Alfons Van den Brande      |
| 1955 | Louison Bobet        | Hugo Koblet            | Rik Van Steenbergen        |
| 1956 | Jean Forestier       | Stan Ockers            | Leon Vandaele              |
| 1957 | Fred De Bruyne       | Jef Planckaert         | Norbert Kerckhove          |
| 1958 | Germain Derycke      | Willy Truye            | Angelo Conterno            |
| 1959 | Rik Van Looy         | Frans Schoubben        | Gilbert Desmet             |
| 1960 | Arthur Decabooter    | Jean Graczyk           | Rik Van Looy               |
| 1961 | Tom Simpson          | Nino Defilippis        | Jo de Haan                 |
| 1962 | Rik Van Looy         | Michel Van Aerde       | Norbert Kerckhove          |
| 1963 | Noël Foré            | Frans Melckenbeeck     | Tom Simpson                |
| 1964 | Rudi Altig           | Benoni Beheyt          | Jo de Roo                  |
| 1965 | Jo de Roo            | Edward Sels            | Georges Van Coningsloo     |
| 1966 | Edward Sels          | Adriano Durante        | Georges Vandenberghe       |
| 1967 | Dino Zandegù         | Noël Foré              | Eddy Merckx                |
| 1968 | Walter Godefroot     | Rudi Altig             | Jan Janssen                |
| 1969 | Eddy Merckx          | Felice Gimondi         | Marino Basso               |
| 1970 | Eric Leman           | Walter Godefroot       | Eddy Merckx                |
| 1971 | Evert Dolman         | Frans Kerremans        | Cyrille Guimard            |
| 1972 | Eric Leman           | André Dierickx         | Frans Verbeeck             |
| 1973 | Eric Leman           | Freddy Maertens        | Eddy Merckx                |
| 1974 | Cees Bal             | Frans Verbeeck         | Eddy Merckx                |
| 1975 | Eddy Merckx          | Frans Verbeeck         | Marc Demeyer               |
| 1976 | Walter Planckaert    | Francesco Moser        | Marc Demeyer               |
| 1977 | Roger De Vlaeminck   | Walter Godefroot       | Jan Raas                   |
| 1978 | Walter Godefroot     | Michel Pollentier      | Gregor Braun               |
| 1979 | Jan Raas             | Marc Demeyer           | Daniel Willems             |
| 1980 | Michel Pollentier    | Francesco Moser        | Jan Raas                   |
| 1981 | Hennie Kuiper        | Frits Pirard           | Jan Raas                   |
| 1982 | René Martens         | Eddy Planckaert        | Rudy Pevenage              |
| 1983 | Jan Raas             | Ludo Peeters           | Marc Sergeant              |
| 1984 | Johan Lammerts       | Sean Kelly             | Jean-Luc Vandenbroucke     |
| 1985 | Eric Vanderaerden    | Phil Anderson          | Hennie Kuiper              |
| 1986 | Adrie van der Poel   | Sean Kelly             | Jean-Philippe Vandenbrande |
| 1987 | Claude Criquielion   | Sean Kelly             | Eric Vanderaerden          |
| 1988 | Eddy Planckaert      | Phil Anderson          | Adrie van der Poel         |
| 1989 | Edwig Van Hooydonck  | Herman Frison          | Dag Otto Lauritzen         |
| 1990 | Moreno Argentin      | Rudy Dhaenens          | John Talen                 |
| 1991 | Edwig Van Hooydonck  | Johan Museeuw          | Rolf Sørensen              |
| 1992 | Jacky Durand         | Thomas Wegmüller       | Edwig Van Hooydonck        |
| 1993 | Johan Museeuw        | Frans Maassen          | Dario Bottaro              |
| 1994 | Gianni Bugno         | Johan Museeuw          | Andrei Tchmil              |
| 1995 | Johan Museeuw        | Fabio Baldato          | Andrei Tchmil              |
| 1996 | Michele Bartoli      | Fabio Baldato          | Johan Museeuw              |
| 1997 | Rolf Sørensen        | Frédéric Moncassin     | Franco Ballerini           |
| 1998 | Johan Museeuw        | Stefano Zanini         | Andrei Tchmil              |
| 1999 | Peter Van Petegem    | Frank Vandenbroucke    | Johan Museeuw              |
| 2000 | Andrei Tchmil        | Dario Pieri            | Romāns Vainšteins          |
| 2001 | Gianluca Bortolami   | Erik Dekker            | Denis Zanette              |
| 2002 | Andrea Tafi          | Johan Museeuw          | Peter Van Petegem          |
| 2003 | Peter Van Petegem    | Frank Vandenbroucke    | Stuart O’Grady             |
| 2004 | Steffen Wesemann     | Leif Hoste             | Dave Bruylandts            |
| 2005 | Tom Boonen           | Andreas Klier          | Peter Van Petegem          |
| 2006 | Tom Boonen           | Leif Hoste             | George Hincapie            |
| 2007 | Alessandro Ballan    | Leif Hoste             | Luca Paolini               |
| 2008 | Stijn Devolder       | Nick Nuyens            | Juan Antonio Flecha        |
| 2009 | Stijn Devolder       | Heinrich Haussler      | Philippe Gilbert           |
| 2010 | Fabian Cancellara    | Tom Boonen             | Philippe Gilbert           |
| 2011 | Nick Nuyens          | Sylvain Chavanel       | Fabian Cancellara          |
| 2012 | Tom Boonen           | Filippo Pozzato        | Alessandro Ballan          |
| 2013 | Fabian Cancellara    | Peter Sagan            | Jürgen Roelandts           |
| 2014 | Fabian Cancellara    | Greg Van Avermaet      | Sep Vanmarcke              |
| 2015 | Alexander Kristoff   | Niki Terpstra          | Greg Van Avermaet          |
| 2016 | Peter Sagan          | Fabian Cancellara      | Sep Vanmarcke              |
| 2017 | Philippe Gilbert     | Greg Van Avermaet      | Niki Terpstra              |
| 2018 | Niki Terpstra        | Mads Pedersen          | Philippe Gilbert           |
| 2019 | Alberto Bettiol      | Kasper Asgreen         | Alexander Kristoff         |
| 2020 | Mathieu van der Poel | Wout van Aert          | Alexander Kristoff         |
| 2021 | Kasper Asgreen       | Mathieu van der Poel   | Greg Van Avermaet          |
| 2022 | Mathieu van der Poel | Dylan van Baarle       | Valentin Madouas           |
| 2023 | Tadej Pogačar        | Mathieu van der Poel   | Mads Pedersen              |
| 2024 | Mathieu van der Poel | Luca Mozzato           | Nils Politt                |
| 2025 | Tadej Pogačar        | Mads Pedersen          | Mathieu van der Poel       |

## Polacy w Ronde van Vlaanderen
1990
11. Zenon Jaskuła
103. Joachim Halupczok
1992
86. Marek Kulas
1993
40. Zbigniew Spruch
1994
15. Zbigniew Spruch
59. Cezary Zamana
1995
71. Zbigniew Spruch
1996
63. Zbigniew Spruch
1999
5. Zbigniew Spruch
2000
9. Zbigniew Spruch
2001
81. Piotr Wadecki
2002
38. Zbigniew Spruch
2003
37. Zbigniew Spruch
2008
49. Michał Gołaś
2009
HD Marcin Sapa
2010
DNF Marcin Sapa
2011
85. Jarosław Marycz
DNF Michał Kwiatkowski
2012
102. Maciej Bodnar
103. Jarosław Marycz
2013
40. Michał Kwiatkowski
65. Maciej Bodnar
2014
38. Maciej Bodnar
2015
DNF Maciej Bodnar
2016
27. Michał Kwiatkowski
69. Jarosław Marycz
101. Michał Gołaś
102. Adrian Kurek
105. Tomasz Kiendyś
DNF Michał Paluta
DNF Patryk Stosz
2017
66. Maciej Bodnar
106. Łukasz Wiśniowski
2018
28. Michał Kwiatkowski
73. Michał Gołaś
DNF Maciej Bodnar
2019
71. Łukasz Wiśniowski
124. Maciej Bodnar
DNF Kamil Gradek
2020
54. Michał Kwiatkowski
2021
72. Michał Gołaś
76. Łukasz Wiśniowski
104. Maciej Bodnar
2022
84. Filip Maciejuk
92. Stanisław Aniołkowski
93. Szymon Sajnok
DNF Maciej Bodnar
DNF Łukasz Wiśniowski
2023
DNF Kamil Gradek
DSQ Filip Maciejuk
DNF Kamil Małecki
2024
14. Kamil Małecki